# 落合昭彦
落合 昭彦（おちあい あきひこ、1964年7月27日 - ）は、岩手県花巻市のコミュニティ放送局、えふえむ花巻の放送局長。元岩手めんこいテレビアナウンサー・記者。

## 来歴
東京都杉並区出身。東京都立立川高等学校を経て、1988年に早稲田大学第一文学部卒業後、テレビ東京へ入社。昭和天皇崩御前後に宮内庁担当記者を務める。その他、ディレクターなどを経験し約3年間勤務。フジテレビ系列の岩手めんこいテレビが新規に設立することを知り一念発起して転職し、1990年に報道部アナウンサー兼記者として入社（同期に小原忍、野崎一裕）。
1991年に同局が開局した後は『mitスーパータイム』などのニュースキャスターや情報番組『山・海・漬』の司会などを担当。2001年、めんこいテレビアナウンサーを代表して盛岡文士劇へ出演。2002年には『山・海・漬』の企画で岩手県の民謡『外山節』の全国大会予選に挑戦した。
喉に不調を来たし、番組出演に支障が出るようになったため、2005年に各番組を降板。療養に努めたが回復が遅れ、開局以来務めてきたアナウンサーの職を辞したが、その後も「めんこいテレビの顔」としてパネルディスカッションや各種イベントに参加した。
以後、同局の報道部副部長、営業局編成部副部長、営業推進部、めんこいエンタープライズ制作部所属のディレクター（総務局付け出向）などを歴任した後、めんこいテレビを退社し、2010年7月5日に花巻市のコミュニティFM局、えふえむ花巻株式会社 (FM One) の放送局長に就任。基本的に裏方に徹しているが、パーソナリティも担当している。
司会者としても活動しており、県内で講演会や披露宴の司会も務めている。また、居を構える盛岡へもこだわりを持っており、各種イベントなどにも顔を見せている。
2023年、老朽化した盛岡市役所庁舎の移転を検討する審議会の委員公募に応募、委員に選ばれている。

## 人物
- 縁もゆかりもなく東京から岩手へ引越してきたが、現在では東京出身の盛岡通として各方面で意見を求められている。めんこいテレビ入社後に結婚（1999年5月[4]）しており、2007年12月に実施された第1回盛岡もの識り検定（ご当地検定）に合格している。
- 趣味は日本酒、秘湯巡り、ドライブ、観劇[5]など。
- 俳優の阪田マサノブは早大時代の学友。

## 主な出演
えふえむ花巻の番組
- 『もっす787』金曜（2024年4月から）
- 『モーニンONE』月曜（2024年3月まで）
- 『まんず787』木曜
- 『フラワーガーデン』水曜 ほか

めんこいテレビ在籍時
- mitスーパータイム
- mitザ・ヒューマン
- mitスーパーニュース
- 山・海・漬（開始当初は固定されたMC制だった）
- いわてっ子バンザイ!!
- BEATNIKS（ディレクター）
- 花のザ・めんこい祭り（サービス放送中の開局特番）